# Iksookimia hugowolfeldi
Iksookimia hugowolfeldi är en fiskart som beskrevs av Nalbant, 1993. Iksookimia hugowolfeldi ingår i släktet Iksookimia och familjen nissögefiskar. Inga underarter finns listade i Catalogue of Life.